# پادوآنگا
پادوآنگا (به لاتین: Paduanga) یک منطقهٔ مسکونی در سری‌لانکا است که در استان جنوبی (سری‌لانکا) واقع شده‌است.